# Livia Müggler
Livia Müggler (* 8. Mai 1991) ist eine Schweizer Unihockeyspielerin, welche beim Nationalliga-A-Verein UH Red Lions Frauenfeld unter Vertrag steht.

## Karriere
2009 absolvierte Müggler ihre ersten Partien in der ersten Mannschaft der Red Lions Frauenfeld. 
Bis im Frühjahr 2019 spielte Müggler bei den Hot Shots Bronschhofen. Im Sommer verkündete der Nationalliga-A-Verein Red Lions Frauenfeld, dass Müggler sich auf die kommende Saison den Thurgauerinnen anschliessen wird. 2021 gab der Verein bekannt, dass Müggler weiterhin für die Red Lions auflaufen wird.